# Lignes directrices fédérales sur les pensions alimentaires pour enfants
En droit canadien, les Lignes directrices fédérales sur les pensions alimentaires pour enfants sont un règlement de la Loi sur le divorce qui permet de déterminer le montant de la pension alimentaire que le créancier alimentaire doit payer pour un enfant à l'issue d'un divorce.

## Règles d'application par province
Il y a une application variable des lignes directrices en fonction des règles établies par les provinces.

### Québec
Lorsque les deux parents concernés par le divorce sont des résidents québécois, le Québec exclut l'application des lignes directrices fédérales et applique plutôt le Formulaire de fixation des pensions alimentaires pour enfants, lequel dépend du Règlement sur la fixation des pensions alimentaires pour enfants, dont la loi habilitante est le Code de procédure civile.
Par contre, lorsque le parent débiteur réside dans une autre province, les Lignes directrices fédérales vont trouver application.
Les auteurs de doctrine en droit de la famille ont observé que vu qu'il y a moins de modalités de calcul pour la détermination de la pension alimentaire dans les Lignes directrices fédérales que dans le Formulaire québécois, les Lignes directrices fédérales peuvent très souvent produire une pension alimentaire plus généreuse pour l'enfant.

## Calcul de la pension alimentaire
Le mode de calcul de la pension alimentaire est plus simple dans les Lignes directrices fédérales que dans le formulaire provincial québécois.

### Détermination du revenu
D'après l'article 15 de Lignes directrices, il faut d'abord établir le revenu annuel du parent débiteur ; généralement, il s'agit du salaire annuel, sauf s'il a d'autres revenus.
L'article 16 des lignes directrices prévoit que le revenu annuel de l’époux est déterminé au moyen des sources de revenu figurant sous la rubrique « Revenu total » dans la formule T1 Générale établie par l’Agence du revenu du Canada et rajusté conformément à l'annexe III. D'après l'article 16 et l'article 1 g) de l'annexe III, il faut donc soustraire du revenu les cotisation professionnelles ou syndicales conformément au formulaire de Revenu Canada.

### Ajustements par le tribunal
Les articles 17 à 20  prévoient des ajustements équitables du revenu par le tribunal, de même que des ajustements lorsque l'époux est un actionnaire, administrateur ou dirigeant d'une société et des attributions de revenus à un époux dans les cas indiqués. Si l'époux n'est pas résident du Canada, le montant est calculé comme s'il y résidait.

### Détermination du montant de la pension dans les Tables de fixation des pensions alimentaires
L'article 3 des Lignes directrices énonce la règle générale à l'effet que le montant de la pension alimentaire équivaut à la somme du montant prévu dans les Tables de fixation des pensions alimentaires et du montant des dépenses spéciales ou extraordinaires de l'article 7 des Lignes directrices.
Les dépenses spéciales sont les frais de garde de l’enfant, la portion des primes d’assurance médicale et dentaire attribuable à l’enfant, les  frais relatifs aux soins de santé dépassant d’au moins 100 $ par année la somme que la compagnie d’assurance rembourse, les frais extraordinaires relatifs aux études primaires ou secondaires, les frais relatifs aux études postsecondaires, et les frais extraordinaires relatifs aux activités parascolaires. La notion de frais extraordinaires est définie à l'art. 7 (1.1) des lignes directrices.
Abstraction faite des dépenses spéciales, le montant de la pension alimentaire est d'abord obtenu en consultant les Tables de fixation des pensions alimentaires, à l'annexe I des Lignes directrices. Chaque province a sa propre table de fixation, qui correspond à la province où réside le débiteur alimentaire.
Donc à titre d'exemple, si le débiteur alimentaire réside au Manitoba, qu'il a eu quatre enfants avec son ex-épouse québécoise et que l'on a établi qu'il a un revenu annuel de 160 000 $ après avoir soustrait les cotisations, la table de fixation du Manitoba (en 2021) dit que la pension alimentaire a un montant de base de 3 086 $, additionné de 1,76 % du revenu dépassant 150 000 $, soit 3 086 + 0,0176 * 10 000 =  3 086 + 176 = 3 262 $. Puisque la table de fixation donne la pension mensuelle, pour connaître la pension annuelle, il faut multiplier par douze, soit 3 262 * 12 = 39 144 $ par année.